# Abkürzungen in der Kabeltechnik
Abkürzungen in der Kabeltechnik befinden sich als Buchstaben- und Zahlenkürzel auf elektrische Leitungen aufgedruckt. Dieser Artikel soll einige grundlegende Abkürzungen und die damit verbundenen Bedeutungen veranschaulichen.

## Begriffsdefinition
Die Begriffe Kabel und Leitung werden häufig synonym verwendet.
Je nach Einsatzgebiet und Fachrichtung wird jedoch zwischen Kabeln und Leitungen nach verschiedenen Kriterien unterschieden:
- Oft werden Kabel als isolierte elektrische Leiter definiert, welche in der Erde oder unter Wasser verlegt werden. Leitungen sind ebenfalls isolierte Leiter, welche demgegenüber jedoch oberirdisch verwendet werden.[1] Freileitungen stellen in diesem Schema eine Besonderheit dar, da hier der elektrische Leiter keine feste Isolierung aufweist und stattdessen die umgebende Luft als Isolator dient.
- Kabel können alternativ auch als Oberbegriff angesehen werden, wobei Leitungen als oberirdisch verlegte Kabel einen Sonderfall darstellen.

Im Einzelfall richtet sich die Verwendung der Begriffe Kabel und Leitung nach der anzuwendenden nationalen oder überregionalen Fertigungsnorm.
In Deutschland erfolgt die Fertigung nach den Richtlinien des VDE bzw. der übergeordneten europäischen Organisationen.
Leitungen nach internationalem Standard sind durch die HAR normiert.

### Kabeltypen
Grob unterscheidet man folgende Kabeltypen:
Nach Funktion:
1. Energiekabel
2. Datenleitungen
3. Steuerleitungen
4. Kombinations- oder Hybridleitungen

Nach Einsatzort
1. Außenkabel (Installation und Einsatz im Freien)
2. Erdkabel (Verlegung und Einsatz im Erdreich/Boden)
3. Innenleitung (Installation und Einsatz in Räumen)
  - normale Anwendung z. B. Verlegeleitung in Wohnungen, Verlängerungen.
  - spezielle Anwendungen, z. B. aggressive Umgebungen (Chemiewerk), Halogenfreie Leitungen (Brandgefahr), EX-geschützte Installation (Gaswerke).
4. Hitze/Kältefeste Leitung (Heizofen, Arktis)
5. Offshorekabel (Verlegung in Seewasser und Küstenregionen)
6. Schiffskabel (speziell für See- und Marineschiffe)

Nach Konstruktion:
1. Geschirmt
  - einzeln
  - paarig
  - doppelt
  - dreifach
  - gesamt
2. Ungeschirmt
3. Armiert (eine Armierung gilt nicht als Schirm)

Den einzelnen Einsatzorten werden nun die Einsatzfunktionen zugeordnet und somit steht dann auch die Konstruktion fest, die hinterher durch die Buchstaben und Zahlen codiert wird.
Der Unterschied von Kabel zu Leitung ist nicht allgemeingültig geklärt, im Allgemeinen bezeichnet man als Kabel außen verlegbare und robuste Konstruktionen, während als Leitung solche Konstruktionen bezeichnet werden, die im Innenbereich von Gebäuden verlegt werden.

### Kabelaufbau
Kabel sollen elektrische oder optische Signale übertragen, hierzu benötigen sie einen Leiter (elektrisch leitendes Material, meist Elektrolytkupfer), der wiederum isoliert sein sollte. Isoliert, damit der elektrische Strom ungestört fließen kann, ohne den Leiter zu verlassen und somit auch nicht gefährlich werden kann. Diese Kombination nennt man Ader.
Im Gegensatz dazu werden bei optischen Adern Kunststoffe oder Glasfasern eingesetzt, die optische Signale übertragen, aber deren elektrische Leitfähigkeit praktisch nicht vorhanden ist. Auch diese bestehen aus dem Kern und werden mit Kunststoff oder Lack „optisch“ isoliert – diese werden hier nicht behandelt.
Mehrere Adern, die miteinander verseilt werden, bilden dann den Verseilverbund. Dieses Bündel wird dann mit einem Mantel umgeben, der den Verbund schützen und zusammenhalten soll. Spezielle Konstruktionen und auch der Einsatz von verschiedenen Materialien bestimmen hinterher den Einsatzzweck einer kompletten Leitung.

### Leseweise der Bezeichnungen
Mit der Bezeichnung, die auf dem Kabel steht, soll die Konstruktion zum Ausdruck gebracht werden. Daher besteht eine solche Bezeichnung aus grundsätzlich 3 Blöcken:
1. Type/Konstruktion (mit Normierung)
2. Abmessung (Aderzahl + Querschnitt)
3. Normen und Zusatzbezeichnungen

Beispiel:

H05VVF 3G1,5 CE heißt:

Harmonisierte Leitung, kunststoffisoliert, 3 Adern 1,5 mm² mit grün/gelben Schutzleiter,
CE-zertifiziert.

Hierbei wird die Konstruktion immer von innen nach außen beschrieben:
H (für HAR = harmonisierte Leitung) 05 (500 V) V (PVC-Aderisolation) V (PVC-Mantel)
Abmessung und Aderzahl steht immer im Block zusammen.

Schwieriges Beispiel:

Kombinationsleitungen werden ebenso dargestellt:

LiYC11Y 3G1,5+Li12Y(2x2x0,25) heißt:

Hier ist eine Kombination aus 3 Adern 1,5 mm², PVC-isoliert und eine davon Grüngelb zusammen mit einem Geflechtgeschirmtem Bündel von 2 paarigen Adern 0,25 mm², die TPE-isoliert sind, in einer Leitung vereint, die zusätzlich noch eine Gesamtschirmung hat und mit einem Außenmantel aus PUR versehen ist.

## Abkürzungen
Bei Kabeln gibt es verschiedene Normierungen und somit auch verschiedene Abkürzungen. Obgleich mittlerweile die Normierung europaweit festgelegt ist, gibt es nach wie vor Typen, die baugleich im Ausland völlig anders bezeichnet werden.
Als Grundregel kann man hier den ersten Buchstaben der Bezeichnung heranziehen, der meist schon festlegt, nach welcher Normierung und somit Codierung die Leitung aufgebaut ist.

### Abkürzung für die Normierung
| Abk. | Norm  | Beschreibung                                                               |
| ---- | ----- | -------------------------------------------------------------------------- |
| H    | HAR   | harmonisierte Leitung (DIN VDE 0281/DIN VDE 0282/DIN VDE 0292)             |
| (H)  | HAR   | in Anlehnung an die Harmonisierung, gültig nach VDE                        |
| A    | HAR   | national anerkannt, in Anlehnung an die Harmonisierung, gültig nach VDE    |
| X    | HAR   | Sondertype nach HAR                                                        |
| N    | VDE   | Nationale Norm nach VDE                                                    |
| A    | (VDE) | Nationale Norm (VDE), die nicht in die Harmonisierung mit eingeflossen ist |
|      |       | ODER:                                                                      |
| A    | (DIN) | Außenkabel nach nationaler Norm                                            |
| (N)  | (VDE) | Sondertype in Anlehnung an die VDE, aber nicht namentlich aufgeführt       |
| X    | (VDE) | Sondertype in Anlehnung an die VDE                                         |

### Abkürzung für die Spannungsklassen
| Abk.    | Norm | Beschreibung                                             |
| ------- | ---- | -------------------------------------------------------- |
| 01      | HAR  | (niedrige Spannung) 100V                                 |
| 03      | HAR  | (Niederspannung) 300V/300V                               |
| 05      | HAR  | (Niederspannung) 300V/500V                               |
| 07      | HAR  | (Niederspannung) 450V/750V                               |
| 0,6/1kV | VDE  | (Niederspannung) 600V/1000V                              |
| xxkV    | VDE  | Mittelspannungsbereich von 1000V (1kV) bis 36000V (36kV) |

### Abkürzungen für Adern und Isolation

#### Adern

##### Aderaufbau
Grundsätzlich unterscheidet man drei verschiedene Aufbauten für die Adern, d. h. der Teil der Leitung, der den Strom leitet:
- massiver Leiter
- Sektorgepresster Leiter
- Litzen-Leiter

Diese Leiteraufbauten sind noch in Klassen eingeteilt, von Klasse 1 bis Klasse 6 nach
DIN VDE 0295 oder IEC 60228 und CENELEC HD 383 S2:
| Leiterklasse | Kurzzeichen | Beschreibung                                      |
| ------------ | ----------- | ------------------------------------------------- |
| 1            | *           | eindrähtiger Leiteraufbau, rund                   |
| 2            | *           | mehrdrähtiger Leiteraufbau, rund und sektorförmig |
| 3            |             | k. A.                                             |
| 4            |             | k. A.                                             |
| 5            | *           | feindrähtige Litzenleiter                         |
| 6            | *           | feinstdrähtige Litzenleiter (Spalte 4 bis 6)      |

Hinzu kommen die Aufbauten nach American Wire Gauge (AWG), die hauptsächlich in Leitungen nach Nordamerikanischer Norm, speziell in UL oder UL/CSA approbierten Leitungen eingesetzt werden. Diese werden in Europa speziell im Maschinenbau und bei Geräten eingesetzt, welche z. B. in die USA exportiert werden, um die dortigen Normen erfüllen zu können.
- = Abkürzungen nach folgender Liste

1. Nach DIN
  1. Steuerleitungen/Signalleitungen
    - Li  Litzenleiter
    - LiF  feinstdrähtiger Litzenleiter

  2. Starkstromkabel
    - RE  Rund eindrähtig (massiver Draht)
    - RM  Rund, mehrdrähtig (gepresst)
    - SM  Sektorförmig gepresst
    - C  Konzentrischer Leiter aus Cu, im Längsschlag
    - CW  Konzentrischer Leiter aus Cu, wellenförmig
    - CE  Konzentrischer Leiter aus Cu pro Einzelader
2. Nach HAR
  1.     - D  Feindrähtig, für Schweißleitungen
    - E  Fein(st)drähtig, für Schweißleitungen
    - H  Fein(st)drähtig bei flexiblen Leitungen
    - K  Feindrähtig bei Leitungen für feste Verlegung
    - R  Mehrdrähtig, rund, Klasse 2
    - U  Eindrähtig, rund, Klasse 1
3. Sonstige
  1.     - F   flexibel – Feindrähtig bei flexiblen Leitungen
    - HF  hochflexibel
    - M   Milliken-Leiter
    - Z   Leiter besonderer Form und/oder besonderen Werkstoffs
    - S   Mehrdrähtiger Sektorleiter
    - W   eindrähtiger Sektorleiter
    - Y   Lahnlitze, DIN 47104

##### Farbcode der Adern
| HAR | DIN | Beschreibung                                             |
| --- | --- | -------------------------------------------------------- |
| G   | J   | mit Grün/Gelb Schutzleiter                               |
| X   | O   | ohne Grün/Gelb Schutzleiter                              |
|     | Z   | schwarze Adern mit Zifferbedruckung                      |
|     | B   | bunte Adern nach vorg. Farbcode (i. d. R. nach DIN47100) |

#### Isolationswerkstoffe
nach VDE 0207 bzw. DIN 76722
| DIN/VDE | HAR   | HAR    | Zeichen  | Beschreibung                                                       |
|         | Adern | Mantel |          |                                                                    |
| Y       | V     | V      | PVC      | Polyvinylchlorid                                                   |
| Yw      | V2    | V2     | PVC      | wärmebeständiges PVC (+90 °C oder +105 °C)                         |
| Yk:     | V3    | V3     | PVC      | kältefestes PVC (−40 °C)                                           |
| 2Y      | E     |        | PE       | Polyethylen als LDPE oder HDPE (Low/High Density)                  |
| X       | V4    | V4     | xPVC     | vernetztes PVC                                                     |
| Yö      |       | V5     | öPVC     | ölbeständiges PVC                                                  |
| 3Y      | Q3    | Q3     | PS       | Polystyrol                                                         |
| 4Y      | Q4    | Q4     | PA       | Polyamid                                                           |
| 5Y      |       | E4     | PTFE     | Polytetrafluorethylen wie z. B. Teflon ®                           |
| 6Y      |       | E5     | FEP      | Perfluorethylenpropylen                                            |
| 7Y      |       | E6     | ETFE     | Ethylentetraflourethylen wie z. B. Tefzel®                         |
| 9Y      |       | E7     | PP       | Polypropylen                                                       |
| 10Y     | Q6    |        | PVDF     | Polyvinylidenfluorid wie z. B. Kynar® oder Dyflor®                 |
| 11Y     |       | Q      | PUR      | Polyurethan                                                        |
| 12Y     |       |        | TPE-E    | Polyester-Elastomer                                                |
| 13Y     |       |        | TPE      | Polyether-Elastomer                                                |
| 17Y     |       |        | TPE-S    | Styrol-Ethenbuten-Styrol-Copolyomer                                |
| 18Y     |       |        | TPE-O    | Polyolefin-Elastomer                                               |
| 31Y     |       |        | TPE-S    | Polystyrol-Elastomer                                               |
| 41Y     |       |        | TPE-A    | Polyamid-Elastomer                                                 |
| 91Y     |       |        | TPE-O    | Polyolefin-Elastomer                                               |
| G       | R     | R      | NR / SBR | Naturkautschuk, Styrol-Butadien-Kautschuk (Gummi)                  |
| 2G      | S     | S      | SIR      | Silikon-Kautschuk                                                  |
| GL      |       | J      |          | Glasfaser-Geflecht (Silikonlack)                                   |
| T       |       | T      |          | Textilgeflecht                                                     |
| T       |       | T2..T6 |          | Textilgeflecht und Lagen, von Bandierung bis brandhemmend getränkt |
| 3G      | B     | B      | EPR      | Ethylen-Propylen-Polymer                                           |
| 4G      | G     | B2     | EVA      | Ethylen-Vinylacetat-Copolymer                                      |
| 5G      | N2    | N      | CR       | Polychloropren-Mischung                                            |
|         |       | N2     | CR       | Polychloropren-Mischung für Schweißleitungen                       |
|         |       | N4     | CR       | Polychloropren-Mischung, wärmebeständig                            |
|         |       | N8     |          | Spezial-Polychloropren-Mischung wasserbeständig                    |
| 6G      |       | N4     | CSM      | Chlorsulfonierte Polyethylen-Mischung z. B. Hypalon®               |
| 7G      | N6    | N6     | FKM      | Fluorelastomer z. B. Viton®                                        |
|         |       | N7     | PVN      | PVC-Nitrilkautschuk-Mischung                                       |
| 2X      | Z     | X      | VPE      | vernetztes Polyethylen                                             |
| H       |       | Z1     | XPE      | [unvernetzte Halogenfreie Polymermischung]                         |
| HX      |       |        | HXPE     | [vernetzte Halogenfreie Polymermischung]                           |

### Schirmung und Armierung
- Schirmung nennt man eine elektrisch leitende Umfassung um einen Ader/Verseilverbund mit dem Ziel, elektrische Störfelder zu vermeiden oder abzufangen.
- Armierung nennt man eine Umfassung um einen Ader/Verseilverbund oder ein ganzes Kabel mit dem Ziel, diesen/dieses vor mechanischen und/oder chemischen Einflüssen zu schützen.

| Abk.        | Aufbau                                | Beschreibung | Eigenschaften |
| ----------- | ------------------------------------- | --- | --- |
| C           | Geflecht aus Kupferdrähten            | Leitende Kupferdrähte, die geflochten werden und je nach Flechtdichte eine optische Bedeckung von 70–85 % erreichen. | Leitung bleibt flexibel und kann ohne Einschränkung der elektr. Schirmung in jede Richtung bewegt werden.                           |
| S           | Geflecht aus Stahldrähten             | Leitende Stahldrähte, die geflochten werden und je nach Flechtdichte eine optische Bedeckung von 70–85 % erreicht.   | Sowohl als mechanischer Schutz, als auch als Schirmumg einsetzbar – hier aber mehr gegen magnetische als elektromagnetische Felder. |
| D           | Umlegung mit parallelen Kupferdrähten | Spiralförmige Umlegung mit parallelen Kupferdrähten, die eine optische Bedeckung von fast 100 % ermöglicht           | Sehr flexibel. Die hohe Schirmungsrate gilt immer nur dann, wenn die Leitung nicht oder nur wenig bewegt wird.                      |
| F oder (ST) | Kupfer- oder Alubedampfte Folie       | Eine Kunststofffolie wird mit Aluminium oder Kupfer bedampft, was eine nahezu 100 % elektrische Schirmung ermöglicht | Unflexibel, aber beste elektrischen Eigenschaften – Haupteinsatz bei Datenleitungen und Netzwerkleitungen                           |

Außer den oben genannten gibt es noch eine Vielzahl weiterer Armierungsmöglichkeiten, die gerade im Bereich Signal- und Bahnkabel eingesetzt werden:
1. Stahlbandarmierung
2. Aluminiumbandarmierung
3. Bleimantel
4. Nichtmetallischer Nagetierschutz – z. B. Kevlarfasern.